# Кисляк Матвій Олексійович
Матвій Олексійович Кисляк (рос. Матвей Алексеевич Кисляк, нар. 26 липня 2005, Старий Оскол, Росія) — російський футболіст, атакувальний півзахисник московського ЦСКА та національної збірної Росії.

## Ігрова кар'єра

### Клубна
Матвій Кисляк є вихованцем футбольної школи при клубі «Чертаново». У 2020 році він перейшов до ЦСКА, де продовжив грати на молодіжному рівні. В січні 2023 року Кисляк проходив передсезонні збори разом з першою командою клубу. А в березні того року підписав з клубом довготривалий контракт.
Першу гру в головній команді Кисляк провів 26 липня 2023 року у кубковому матчі проти «Оренбурга». В чемпіонаті країни футболіст дебютував 24 вересня 2023 року, коли вийшов на заміну в кінці матчу проти «Ростова».

### Збірна
З 2023 року Матвій Кисляк є гравцем молодіжної збірної Росії.
19 березня 2025 року в товариському матчі проти команди Гренади Матвій Кисляк дебютував у складі національної збірної Росії.

## Титули і досягнення
- Володар Кубка Росії (1):

ЦСКА: 2024–25
- Володар Суперкубка Росії (1):

ЦСКА: 2025